# 同志社国際学院初等部・国際部
同志社国際学院（Doshisha International Academy ）は、同志社大学附属の小学校および初等・中等教育を行う学校である。
2011年4月同志社国際学院初等部 （DIAES  /Doshisha International Academy Elementary School）が、京都府木津川市に開校となった。
2011年9月同志社国際学院国際部 DISK（Doshisha International School，Kyoto）は、同志社国際学院初等部（DIA）に併設開校となった。

## 概要
同志社の一貫教育は、「キリスト教主義」、「自由主義」、「国際主義」を教育理念に揚げ、建学の精神である「良心教育」をその柱にしているが、その中でも特に、同志社の教育理念の1つである国際主義をより具現化するために、同志社国際学院 （Doshisha International Academy ）は、開校された。（学校法人同志社の小学校として2006年4月に開校した同志社小学校に次ぐ2校目である。）
日本の小学校教育指導要領に基づいた一条校で、定員60人の同志社国際学院初等部 DIAES（Doshisha International Academy Elementary School）と、外国人子弟向けで定員30人の12年制の同志社国際学院国際部 DISK（Doshisha International School，Kyoto）が併設される。小学校とインターナショナルスクールが併設されるのは日本で初めてであった。同志社国際学院（Doshisha International Academy）の校歌は大迫弘和作詞、小椋佳作曲である。
同志社国際学院初等部（DIAES）は、日英バイリンガル教育を目的に、授業の55％が英語で行われている。
2019年1月から、IB（International Baccalaureate/国際バカロレア）におけるPYP(Primary Years Programme)初等教育課程プログラムの認定を受けており、日本の教育を踏まえながらも、IB（International Baccalaureate/国際バカロレア）に準拠した先駆的な教育が実施されている。

## 沿革
- 2007年4月 - 定例理事会において同志社国際小（仮称）構想検討委員会の設置が決定[4]。
- 2007年5月 - 同志社が学研都市内に開校を表明[5]。同志社国際小（仮称）構想検討委員会を設置[4]。
- 2007年6月 - 京田辺市が誘致を表明[6]
- 2007年9月 - 木津川市が誘致を表明[7]
- 2008年10月 - 設置準備委員会が発足[8]
- 2008年12月 - 木津川市議会12月定例会において33,648m2の土地を無償譲渡することが賛成多数（賛成23・反対2）で可決[9]。なお、この土地は木津川市が中学校用地として近鉄不動産株式会社から寄付された土地だが、後に計画が中止されていた土地である[10]。
- 2009年3月 - 正式名称が同志社国際学院初等部（Doshisha International Academy Elementary School）と、同志社国際学院国際部（Doshisha International School，Kyoto）に決定[11]。
- 2011年4月 - 同志社国際学院初等部（DIAES）が開校。同志社国際学院初等部保護者会（きずな会）発足。
- 2011年9月 - 同志社国際学院国際部（DISK）が開校。
- 2014年 ‐ 同志社国際学院国際部（DISK）が、国際バカロレア機構により、PYP(Primary Years Programme)の実施校として認可。日本で最初のIB（International Baccalaureate/国際バカロレア）認可のインターナショナルスクールとなった。
- 2017年2月 - 国際部（DISK）のみ、定員割れにより廃止予定となる。 初等部（DIAES）は、運営を継続。[12]。
- 2019年1月 - 初等部（DIAES）が、IB（International Baccalaureate/国際バカロレア）のPYP(Primary Years Programme)初等教育課程プログラムの認可を受ける。
- 2021年11月19日 - 同志社国際学院10周年記念式典開催。

## 系列校
同志社の創設者である新島襄は、「基督主義ノ学校ハ幼稚園ヨリ大学ニ至ル来迄実ニ必要ノモノト信スレドモ、当時我輩ノ力微々タリ、尽ク之着手シ得サルベシ」と、述べていたことから、創設者新島襄の意志を継いで、同志社の一貫教育が推進されている。
学校法人同志社が設置する諸学校は、大学を頂点とした大学附属学校の形態を取らず、独立の学校群として位置づけられている。なお、同志社小学校、同志社国際学院初等部（DIAES）・同志社国際学院国際部（DISK）に限り、同志社大学の付属校である。
同志社幼稚園から同志社国際学院初等部（DIAES）への内部進学制度がある。また、同志社国際学院初等部（DIAES）の入学試験において、木津川市在住者の地域枠が設けられている。
同志社国際学院初等部（DIAES）からは、同志社国際中学校への進学を継続教育の観点から推奨されているが、同志社中学校・同志社国際中学校・同志社香里中学校・同志社女子中学校の法人内４中学への推薦制度がある。
同志社国際学院国際部（DISK）からは、同志社大学・同志社女子大学への推薦制度がある。
- 大学
  - 同志社大学
  - 同志社女子大学
- 中高一貫校
  - 同志社中学校・高等学校
  - 同志社女子中学校・高等学校
  - 同志社香里中学校・高等学校
  - 同志社国際中学校・高等学校
- 小学校
  - 同志社小学校
- 幼稚園
  - 同志社幼稚園